# Pluk van de Petteflet
Pluk van de Petteflet és un llibre infantil de l'escriptor neerlandesa Annie M.G. Schmidt. Va ser publicat per primera vegada el 1971 i és un dels llibres neerlandesos més populars per nens, i el segon llibre més popular de Schmidt, després de Jip i Janneke. Un teatre radiofònic basat en el llibre va ser produït el 2002, i una pel·lícula l'any 2004; Pluk van de Petteflet que va ser la desena pel·lícula neerlandesa més vista entre 1996 i 2005 i va ser guardonada platinum status el gener de 2005. La coberta de Pluk (tots els dibuixos estan fets per l'il·lustrador habitual de Schmidt, Fiep Westendorp) s'utilitza per il·lustrar l'article sobre Schmidt de la pàgina web del "Cànon de la Història dels Països Baixos," i Pluk aconseguia el seu segell propi el 1999.